# دائرة المعلومات العسكرية الإيطالية
خدمة المعلومات العسكرية الإيطالية ( (بالإيطالية: Servizio Informazioni Militare)‏، أو SIM )  كانت منظمة المخابرات العسكرية للجيش الملكي ( Regio Esercito )  للمملكة الإيطالية ( Regno d'Italia ) من عام 1900 حتى عام 1946، وللجمهورية الإيطالية حتى عام 1949. كانت وكالة للديكتاتور الفاشي بينيتو موسوليني معادلة لنظيرتها الألمانية أبفير.
كان لدى ها مجموعة تشفير كبيرة منظمة جيدًا، القسم 5 ( Sezione 5 ). أنتج القسم 5 الرموز والتشفيرات للجيش الملكي ورموز مشفرة أعلى مستوى للبحرية الملكية الإيطالية.